# Финли (Вашингтон)
Финли (енгл. Finley) насељено је место без административног статуса у америчкој савезној држави Вашингтон.

## Демографија
По попису из 2010. године број становника је 6.012, што је 242 (4,2%) становника више него 2000. године.
| Група             | 2000.         | 2010.         |
| Белци             | 5.058 (87,7%) | 4.558 (75,8%) |
| Афроамериканци    | 2 (0,0%)      | 18 (0,3%)     |
| Азијати           | 14 (0,2%)     | 38 (0,6%)     |
| Хиспаноамериканци | 519 (9,0%)    | 1.231 (20,5%) |
| Укупно            | 5.770         | 6.012         |